# Sous-préfecture de Penha
 (août 2022).
La mise en forme du texte ne suit pas les recommandations de Wikipédia : il faut le « wikifier ».
Les points d'amélioration suivants sont les cas les plus fréquents. Le détail des points à revoir est peut-être précisé sur la page de discussion.
- Les titres sont pré-formatés par le logiciel. Ils ne sont ni en capitales, ni en gras.
- Le texte ne doit pas être écrit en capitales (les noms de famille non plus), ni en gras, ni en italique, ni en « petit »…
- Le gras n'est utilisé que pour surligner le titre de l'article dans l'introduction, une seule fois.
- L'italique est rarement utilisé : mots en langue étrangère, titres d'œuvres, noms de bateaux, etc.
- Les citations ne sont pas en italique mais en corps de texte normal. Elles sont entourées par des guillemets français : « et ».
- Les listes à puces sont à éviter, des paragraphes rédigés étant largement préférés. Les tableaux sont à réserver à la présentation de données structurées (résultats, etc.).
- Les appels de note de bas de page (petits chiffres en exposant, introduits par l'outil «  Source ») sont à placer entre la fin de phrase et le point final[comme ça].
- Les liens internes (vers d'autres articles de Wikipédia) sont à choisir avec parcimonie. Créez des liens vers des articles approfondissant le sujet. Les termes génériques sans rapport avec le sujet sont à éviter, ainsi que les répétitions de liens vers un même terme.
- Les liens externes sont à placer uniquement dans une section « Liens externes », à la fin de l'article. Ces liens sont à choisir avec parcimonie suivant les règles définies. Si un lien sert de source à l'article, son insertion dans le texte est à faire par les notes de bas de page.
- La présentation des références doit suivre les conventions bibliographiques. Il est recommandé d'utiliser les modèles {{Ouvrage}}, {{Chapitre}}, {{Article}}, {{Lien web}} et/ou {{Bibliographie}}. Le mode d'édition visuel peut mettre en forme automatiquement les références.
- Insérer une infobox (cadre d'informations à droite) n'est pas obligatoire pour parachever la mise en page.

Pour une aide détaillée, merci de consulter Aide:Wikification.
Si vous pensez que ces points ont été résolus, vous pouvez retirer ce bandeau et améliorer la mise en forme d'un autre article.
La sous-préfecture de Penha est régie par la loi n° 13 999, du 1er août 2002 et est l'une des 32 sous-préfectures de la ville de São Paulo. Il comprend quatre districts : Penha, Cangaíba, Vila Matilde et Artur Alvim, qui représentent ensemble une superficie de 42,8 km² et habités par plus de 472 000 personnes.
L'actuel sous-préfet est Thiago Della Volpi, diplômé en génie agronomique de l'Université de São Paulo (USP) et en histoire. Diplôme d'études supérieures en ingénierie de la sécurité au travail de l'Université presbytérienne Mackenzie.
Il est entré dans la vie publique en 2009 en tant que fonctionnaire de carrière dans la sous-préfecture de Penha. Il a travaillé comme Agronome, Superviseur du Nettoyage Public et Coordonnateur de Projets et de Travaux.
En 2017, il est nommé directeur de cabinet de la gestion actuelle. Étant nommé le 30 juin 2018, pour agir comme sous-préfet en fonction. Après six mois, il a été nommé au poste de sous-préfet de Penha.

## Districts

### District de Penha
Superficie : 11,30 km²
Population (2010) : 127 820 habitants.
Densité démographique : 11 312 (habitants/km²)

### District de Cangaíba
Superficie : 16,00 km²
Population (2010) : 136 623 habitants.
Densité démographique : 8 539 (habitants/km²)

### District de Vila Matilde
Superficie : 8,9 km²
Population (2010) : 104 967 habitants.
Densité démographique : 11 792 (habitants/km²)

### District d'Artur Alvim
Superficie : 6,60 km²
Population (2010) : 105 269 habitants.
Densité démographique : 15 950 (habitants/km²)